# Triumph Quadrant
De Triumph Quadrant was een prototype motorfiets dat constructeur Doug Hele in 1973 bouwde op de ontwerpafdeling van Triumph in Kitts Green (Birmingham).

## Voorgeschiedenis
In 1968 had de BSA-groep zich gerealiseerd dat men snel actie moest ondernemen om de Japanse dreiging (de Honda CB 750) het hoofd te bieden. De topmodellen van de BSA-groep, waar ook Triumph toe behoorde, waren 650cc-kopklepmotoren met stoterstangen, een techniek die dateerde van voor de Tweede Wereldoorlog. Bert Hopwood, in de jaren zestig directeur van Triumph, had constructeur Doug Hele al in 1964 opdracht gegeven om een 750cc-driecilinder te ontwikkelen. Hele bouwde de Triumph P1 en Triumph P2-prototypen, maar voorzitter van de raad van bestuur Edward Turner wees de ontwerpen af, tot men in 1968 geruchten over de Honda opving. Hele's ontwerpen kwamen tevoorschijn en nog in hetzelfde jaar werden de eerste Triumph Tridents en BSA Rocket 3's uitgeleverd. Tot augustus 1969 waren dit de snelste motorfietsen die men over de toonbank kon kopen en hoewel ze veel betrouwbaarheidsproblemen kenden, werden ze in redelijke aantallen verkocht. Met de komst van de Honda CB 750 veranderde dat. Deze viercilinderlijnmotor had een bovenliggende nokkenas, een veel betere afwerking, vijf versnellingen, elektrische richtingaanwijzers en bovenal een startmotor en Honda had, omdat ze later op de markt kwam, de prijs kunnen aanpassen aan die van BSA/Triumph. 
In 1972 werd de BSA-groep overgenomen door Dennis Poore, die Norton-Villiers-Triumph oprichtte. Het merk BSA verdween. Dit was een reddingsplan van de Britse regering, maar het faalde. Poore meldde dat de Triumph-fabriek in Meriden in 1974 gesloten zou worden. Dat leidde tot stakingen en uiteindelijk tot de oprichting van de Meriden Motorcycle Co-operative, een werknemerscoöperatie die Triumph voortzette. Dat betekende wel dat de productie in 1973 feitelijk stil lag. 

## Triumph Quadrant
In 1973 ontwierp Doug Hele samen met Les Williams en nog enkele ingenieurs de Triumph Quadrant. De reden daarvoor is onduidelijk. Zeker is dat de vrijwel failliete boedel van de BSA-groep geen geld had om deze machine door te ontwikkelen. Men had al gefaald om een nieuw, passend frame voor de TR6 Trophy en de T120 Bonneville te ontwikkelen en de Tridents en Rocket 3's hadden de strijd tegen de Japanners al verloren, zeker na het verschijnen van de Kawasaki Z 900. Bovendien ging kostbare tijd verloren om de 830cc-Triumph T180 Thunderbird III te voltooien.
Hele zaagde de carters van twee BSA Rocket 3-blokken door om er een vierde cilinder tussen te voegen, maar omdat het blok aan de linkerkant in lijn moest blijven met de kettingtandwielen kwam de vierde cilinder aan de rechterkant van het blok terecht. Er werden onderdelen van de Trident/Rocket 3-driecilinder gebruikt, maar ook van de 650cc-tweecilinders. Dat gold natuurlijk niet voor de krukas en de nokkenassen, die door een extern bedrijf gesmeed werden. 
De Triumph Quadrant werd door verschillende mensen getest en de rij-eigenschappen bleken uitstekend te zijn. De productie zou echter een groot probleem zijn geworden. De Triumph-fabriek was met zijn verouderde machinerie niet geschikt om een nieuw blok te bouwen. Dat blok zou met zijn ouderwetse stoterstangentechniek ook niet kunnen concurreren, niet alleen tegen de Japanners, maar ook niet tegen bijvoorbeeld de Laverda 1000 of de BMW R90S.
Hoewel er slechts een prototype werd gebouwd, zijn er tegenwoordig (2021) vier of vijf op de wereld. Het origineel staat in het Britse National Motorcycle Museum bij Solihull (West Midlands), de rest is later als hobby-object door liefhebbers gebouwd.